# Isaac Rülf
Isaac (Yitzhak) Rülf (Rauischholzausen, 10 de fevereiro de 1831; Bonn, 18 de setembro de 1902) foi um professor, jornalista e filósofo judeu alemão. Ele se tornou amplamente conhecido por seu trabalho humanitário e como um proeminente protossionista.
Rülf nasceu em Rauischholzhausen, Hesse, Alemanha. Ele obteve uma licenciatura em 1849, tornou-se assistente do rabino do condado e depois lecionou em outras pequenas comunidades. Ele recebeu seu certificado rabínico em 1854 pela Universidade de Marburgo e o grau de Ph.D em 1865 pela Universidade de Rostock. Naquele ano ele se tornou rabino de Memel, Prússia Oriental.
Rülf ficou famoso pela primeira vez por sua participação no "caso Jankel Widutzky", no qual um ministro inglês tentou converter o jovem judeu Jankel Widutzky em Memel. Rülf atacou o missionário no artigo Jankel Widutzky, der den Händen der Judenbekehrungs Mission entzogene Knabe (1867), causando indignação na Alemanha. Widutzky não se converteu e entrou no colégio rabínico.

## Rabino de Memel
Memel, além de importante porto no Mar Báltico, era uma cidade fronteiriça e uma ligação entre o Oriente e o Ocidente – ficava na ponta da Prússia Oriental, na fronteira da província lituana da Rússia (a província de Kovner).
A comunidade judaica em Memel estava dividida entre judeus ocidentais (prussianos/alemães) e judeus orientais (poloneses /russos/lituanos), com os diferentes grupos tendo suas próprias instituições e líderes. Isto espelhava uma divisão continental explicada em grande parte por uma maior inclinação dos orientais à educação religiosa tradicional, além de sua aparente ignorância sobre os assuntos mundanos. Rülf chegou à cidade para ser rabino dos judeus alemães, mas tentou unir as comunidades. Começando no final da década de 1860 com trabalhos assistenciais, Rülf ganhou reputação internacional pela assistência aos judeus russos. Depois disso, esforçou-se para se estabelecer como especialista em judeus do Leste Europeu e como porta-voz e intercessor em seu nome. Ele usaria a imprensa e a opinião pública como alavanca para essa atividade, realizando a mudança mais importante nas táticas de integração durante o século XIX.
Para complementar seu pequeno salário como rabino, Rülf tornou-se editor do Memeler Dampfboot, o maior jornal liberal da cidade. De 1872 até deixar a cidade, foi editor-chefe. Em 1862, Rülf e o rabino Yisrael Salanter fundaram juntos uma chevra kadisha em Memel. Em 1871, ele e dois colaboradores fizeram com que um hospital judeu fosse construído em Memel. Atraiu tantos pacientes para a cidade que em 1896 um novo e maior prédio foi construído. Foi restaurado e ainda hoje está de pé, em uso como hospital, em seu inusitado local no topo da colina.Em 1875, recolheu fundos entre os judeus alemães para ajudar os judeus lituanos e russos a construir o seu Beth Midrash, e assim conquistou a simpatia dos judeus orientais que desconfiavam do "Doktor-Rabbiner" da rica minoria alemã. Para a sua comunidade, Rülf criou uma escola para crianças pobres (armenschule) em 1875 e dirigiu o financiamento e a construção de uma sinagoga em 1886.
No início da década de 1880, houve uma série de esforços para expulsar os judeus de Memel em números cada vez maiores. Rülf arrecadou muito dinheiro para custear despesas de viagem e a subsistência dos exilados.Em 1885, Rülf usou seus contatos políticos na Alemanha para impedir uma expulsão em massa final de judeus de Memel.
Em 1898, Rülf aposentou-se e mudou-se com a sua família para Bonn, na Alemanha.

## Ajuda internacional
Quando ainda trabalhava em Memel, Rülf viajou para o leste para estudar as cruéis condições da vida judaica na Rússia e na Lituânia. Em seguida, ele escreveu Minha Viagem a Kovno (1869) e Três Dias na Rússia Judaica (1882). Durante esse tempo, recebeu relatórios, contrabandeados pela fronteira da Lituânia, sobre os pogroms russos. Em Memel, estes foram traduzidos para o alemão e enviados para a Inglaterra, onde mais tarde apareceram em dois longos artigos no The Times de Londres em 11 e 13 de janeiro de 1882. Judeus russos chegaram a escapar para a Alemanha através de uma organização clandestina dirigida por Rülf.
Na década de 1880, Rülf fundou e chefiou o “Comitê Permanente de Ajuda aos Judeus Russos”. Ele organizou uma campanha de ajuda em massa na Alemanha para judeus russos, e dezenas de milhares passaram a conhecê-lo como 'Rabino Hülf' ou 'Dr. Hülf', que significa 'Ajuda'. Rülf salvou cerca de 30 mil judeus durante a fome de 1867-1868 na Lituânia.Para esse fim, ele arrecadou espantosos 630.000 marcos na Alemanha, transferindo o dinheiro para 230 colonatos lituanos ao longo de um ano e meio.

## Sionismo
Rülf ficou impressionado com o fato de que os judeus russos se viam simplesmente como judeus, em contraste com os judeus "ocidentais" que se identificavam com sua nação de residência. Em 1881, ele se converteu a essa visão da identidade judaica. Alguns meses depois, o judeu russo Leon Pinsker publicou Auto-Emancipação, onde defendia a criação de um estado judeu como resposta ao antissemitismo. Rülf concordou com a ideia básica, e em 1883 escreveu Aruchas Bas-Ammi (1883), onde vai além e especifica que a pátria judaica deveria estar na Palestina e que sua língua deveria ser o hebraico, além de propor a compra de terras e a imigração imediata dos judeus para a Palestina.
Três anos depois, Rülf foi um dos primeiros perfis a aparecer no jornal hebraico Knesset Israel, uma grande distinção. Os correspondentes ao longo destes anos incluíam Pinsker e Nathan Birnbaum, criador do termo "sionismo". As cartas e outros escritos de Rülf estão preservados na Coleção Rülf no Arquivo Sionista Central em Jerusalém, Israel.
Rülf ficou magoado quando, em 1896, Theodor Herzl foi aclamado como líder internacional do sionismo. Esse foi o ano em que Herzl publicou O Estado Judeu ("Der Judenstaat"). No entanto, saiu em defesa de Herzl contra os “rabinos protestantes” antissionistas que impediam o Primeiro Congresso Sionista, alavancando sua considerável reputação e escrevendo Declaração versus Declaração no Die Welt de 25 de junho de 1897. Em 1898, Rülf apresentou Herzl no Segundo Congresso Sionista em Basiléia, Suíça.
Em Memel, Rülf foi o mentor de David Wolffsohn, que sucedeu Herzl como o segundo presidente da Organização Sionista Mundial. Wolffsohn chegou a Memel aos 17 anos, vindo de sua cidade natal na Lituânia, e Rülf o ensinou e o influenciou muito.
Mais tarde, Rülf tentou alertar os judeus europeus sobre os perigos que enfrentavam devido ao antissemitismo alemão. Em seu artigo Estudo Temático, publicado no Die Welt de 18 de maio de 1900, ele escreveu que o fim do século não significaria o fim do assassinato de milhões de judeus. Menos de cinquenta anos depois, seus próprios filhos se tornariam vítimas do Holocausto.  

## Família e legado
Isaac Rülf morreu em Bonn, quatro anos depois de se mudar para lá para continuar seu trabalho em filosofia. Seus filhos se tornaram amigos pessoais de Konrad Adenauer, futuro primeiro chanceler da Alemanha Ocidental. O perigo para os judeus com a ascensão do nazismo aumentava enquanto Adenauer era prefeito de Colônia, e ele ofereceu refúgio ao filho de Rülf, Benno, em sua casa de família em Rhöndorf. No entanto, o próprio Adenauer foi forçado a fugir e a refugiar-se em um mosteiro. Benno e sua esposa viajaram para a Holanda, mas, de acordo com uma declaração de sua filha Elizabeth, ele foi deportado e morreu em Auschwitz.Jacob, outro filho de Isaac, cometeu suicídio em Bonn antes de ser deportado. 
Uma rua em Tel Aviv recebeu o nome de Isaac Rülf.

## Livros
Rülf publicou uma obra de filosofia em cinco volumes, Sistema de uma Nova Metafísica, na qual descreveu suas teorias do monismo teísta.
- Minha viagem para Kowno (1869)

Minha jornada para Kovno
- Der Einheitsgedanke als Fundamentalbegriff (1880)
- Drei Tage em Jüdisch-Russland (1882)

Três dias na Rússia judaica
- Aruchas Bas-Ammi (1883)
- Wissenschaft des Weltgedankens e Wissenschaft der Gedankenwelt, System einer Neuen Metaphysik (2 vols., 1888)

(os primeiros volumes do Sistema de uma Nova Metafísica )
- Wissenschaft der Krafteinheit (1893)
- Das Erbrecht als Erbübel (1893)

O Direito Legado como um Mal Básico
- Wissenschaft der Geisteseinheit (1898)
- Wissenschaft der Gotteseinheit (1903)

(último volume de filosofia, publicado postumamente)